# Vitry-lès-Cluny
Vitry-lès-Cluny korábbi község (település) Franciaországban, Saône-et-Loire megyében. 2017. január 1-jén Massy és La Vineuse községgel egyesült és La Vineuse sur Fregande új község része lett.
Lakosainak száma 82 fő (2018. január 1.). Vitry-lès-Cluny Salornay-sur-Guye, Massy, Saint-André-le-Désert, Saint-Vincent-des-Prés és La Vineuse községekkel határos.

## Népesség
A település népessége az elmúlt években az alábbi módon változott:
| Lakosok száma | 74   | 79   | 82   | 82   |
|               | 2013 | 2015 | 2017 | 2018 |